# Toramāṇa
Le mahārājādhirāja Toramāṇa ou Toramana, règne 496 à 500, dont les inscriptions sur un sanglier en pierre du site archéologique d'Eran on permis de retrouver des informations, est un Hun du groupe Alkhon dont il est un des monarques les plus connus. Il est le successeur de Khiṇgila. Mehama le précède.

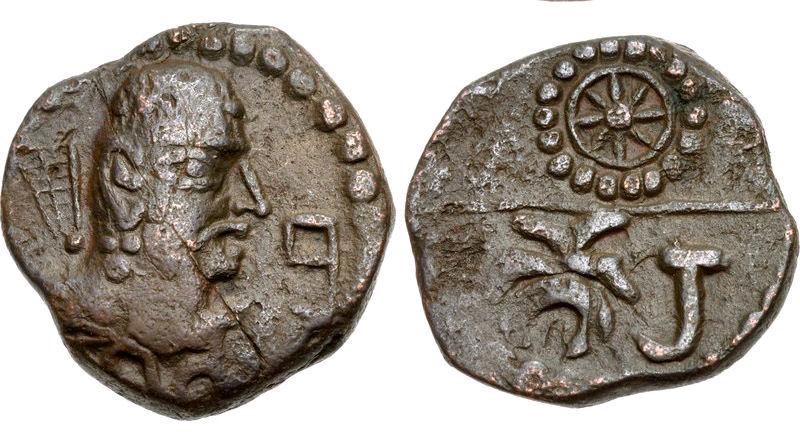
monnaie le représentant, utilisée sous son règne

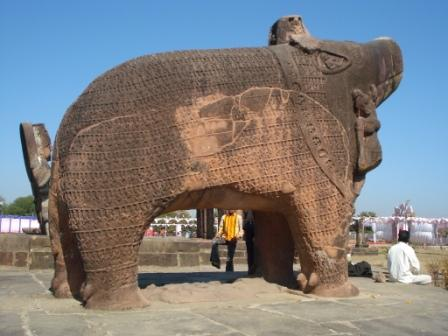
Sanglier de pierre d'Eran comportant les inscriptions évoquant Toramāṇa